# Überläufer

Dans l'histoire du cinéma allemand et autrichien, on entend par Überläufer [ˈyːbɐˌlɔɪ̯fɐ]  (litt. « transfuge » en allemand) un film produit à l'époque du national-socialisme, mais qui n'a été achevé ou présenté pour la première fois qu'après la fin de la Seconde Guerre mondiale,. À l'instar des téléphones blancs de l'époque fasciste italienne, il s'agit pour la plupart de comédies sentimentales guillerettes qui n'évoquent aucunement la situation politique et militaire de l'époque où elles ont été réalisées.

## Filmographie

### Films achevés peu avant la fin de la guerre
- 1946 : Sous les ponts (	Unter den Brücken) de Helmut Käutner
- 1947 : Spuk im Schloß (de) de Hans H. Zerlett
- 1947 : Quax in Afrika (de) de Helmut Weiss
- 1949 : Freitag, der 13. (de) de Erich Engels
- 1948 : Im Tempel der Venus (de) de Hans H. Zerlett
- 1948 : Frech und verliebt (de) de Hans Schweikart
- 1949 : Wie sagen wir es unseren Kindern? (de) de Hans Deppe
- 1951 : Augen der Liebe (en) d'Alfred Braun (également connu sous les titres Zwischen Nacht und Morgen ou Mit den Augen der Liebe)
- 2014 : Melusine (de) de Hans Steinhoff[3]

### Films achevés après la fin de la guerre
- 1946 : La Chauve-souris (Die Fledermaus) de Géza von Bolváry
- 1946 : L'Extravagant Millionnaire (Peter Voss, der Millionendieb) de Karl Anton
- 1948 : Une histoire de tous les jours (Eine alltägliche Geschichte) de Günther Rittau
- 1948 : Eine reizende Familie (de) de Erich Waschneck
- 1948 : Ulli et Marei (Ulli und Marei) de Leopold Hainisch
- 1949 : Ruf an das Gewissen (de) de Karl Anton
- 1949 : Le Petit Concert (de) (Das kleine Hofkonzert) de Paul Verhoeven
- 1949 : Ein Herz schlägt für Dich (de) de Joe Stöckel (de)
- 1949 : Die Nacht der Zwölf (de) de Hans Schweikart
- 1949 : Jeunes Filles de Vienne (Wiener Mädeln) de Willi Forst[4]
- 1954 : Tiefland de Leni Riefenstahl
- 2000 : Der Mann im Sattel (de) de Harry Piel[5]